# Cadillac Type 51
El Cadillac Type 51 es un modelo de automóvil de lujo, producido por la empresa estadounidense Cadillac y lanzado en  1915. Fue el primer automóvil de Cadillac en incorporar motor V8, remplazando los motores de 4 cilindros del Type 30. Los modelos Type 53, 55, 57. 59 y 61 se fabricaron hasta 1923, año en que fue sustituido por el modelo Type V-63.
Todos estos modelos utilizaron motor Cadillac V8, unos de los primeros motores V8 producidos en serie, convirtiéndose en un diferenciador para la marca.  La carrocería del modelo fue construida por Fisher Body Co. El Type 51 también fue el primer modelo de Cadillac en incorporar el volante a la izquierda, ya que hasta esa fecha, los modelos anteriores se habían fabricado con volante a la derecha, que continuó como una opción. 
En mayo de 1916 Erwin Baker y William Sturm condujeron un Cadillac Type 51 de Los Ángeles a Nueva York en 7 días, 11 horas y 52 minutos.